# 黃盈盈
黃盈盈，馬來西亞中文電台節目主持人、配音員、大眾傳媒及自媒體工作者，餐飲業商人及YouTuber，曾於988 FM及One FM等廣播電台擔任唱片騎師（DJ），任職期間獲得諸多獎項，坊間通稱「DJ盈盈」。

## 外部連結
- 官方网站
- 黃盈盈的Facebook專頁
- 黃盈盈的Instagram帳戶
- YouTube上的頻道